# Aerides quinquevulnera
Aerides quinquevulnera Lindl. (1833), es una especie de orquídea epifita incluida en la subfamilia Epidendroideae.
Su nombre común significa "la Aerides de cinco heridas".

## Distribución y hábitat
Se encuentra en Malasia y Filipinas, se producen en las elevaciones de 300 a 2000 metros donde requiere luz brillante.

## Descripción
Es una planta de tamaño pequeño o mediano que prefiere clima cálido a fresco, es epífita monopodial, tiene hojas coriáceas con ápice bi- lobulado y florece en una densa inflorescencia de 45 cm de largo con muchas flores fragantes de larga duración, las flores parecen de cera y se producen en el verano y el otoño.

## Nombre común
- Español: Orquídea del Sueño Sagrado.
- Inglés: The Aerides with 5 Wounds.

## Sinonimia
- Aerides maculata Llanos (1851)
- Aerides fenzliana Rchb.f. (1860)
- Aerides farmeri Boxall ex Náves (1880)
- Aerides quinquevulnera var. purpurata Rchb.f. (1881)
- Aerides marginata Rchb.f. (1885)
- Aerides quinquevulnera var. farmeri (Boxall ex Náves) Stein (1892)
- Aerides quinquevulnera var. marginata (Rchb.f.) Stein (1892)
- Aerides quinquevulnera var. schadenbergiana Stein (1892)
- Aerides reversa J.J.Sm. (1912)
- Aerides quinquevulnera var. flava Valmayor & D.Tiu (1983)
- Aerides quinquevulnera var. punctata Valmayor & D. Tiu (1983)
- Aerides album Sander ?;
- Aerides fenzlianum Rchb. f. 1860;
- Aerides maculatum Llanos 1851;
- Aerides marginatum Rchb. f. 1885;
- Aerides odorata var quinquevulnera Lindl. ?;
- Aerides quinquevulnerum
- Aerides reversum J.J.Sm. 1912;[2]